# アルツール・ベテルビエフ 対 ディミトリー・ビボル戦
デオンテイ・ワイルダー 対 張志磊戦（デオンテイ・ワイルダー たい チャン・ツィーレイせん、別名5 vs. 5: Queensbury vs. Matchroom(5番勝負:クィーンズ・ベリー対マッチルーム)）は、2024年6月1日、サウジアラビア・リヤドのキングダム・アリーナで開催されたプロボクシングの試合。
元WBC世界ヘビー級王者のデオンテイ・ワイルダーと元WBO世界ヘビー級暫定王者の張志磊による対戦で、かつては敵対していたフランク・ウォーレンのクィーンズ・ベリー・プロモーションズとエディー・ハーンのマッチルーム・スポーツ・USA(マッチルーム・スポーツ)のそれぞれ契約する5人での対抗戦。なお本来はWBC・IBF ・WBO世界ライトヘビー級統一王者のアルツール・ベテルビエフとIBO・WBA世界ライトヘビー級スーパー王者のディミトリー・ビボルが4団体王座統一戦を行う予定だったが、ベテルビエフの負傷で欠場した為ビボルは代役を立てて防衛戦を行う事となった為セミファイナルに降格し(後にセミファイナル前に降格)、5番勝負最後の大将戦となるワイルダーと張による試合がメインに繰り上がりとなった。

## 試合までの経緯

### ベテルビエフとビボルの王座獲得から防衛及び試合決定から延期まで
2016年5月21日、モスクワのメガスポルトでビボルがWBA世界ライトヘビー級暫定王者のフェリックス・バレラと対戦し、12回3-0（2者が119-109、116-111）の判定勝ちを収めロシアのプロボクサーで最速となる7戦目での世界王座獲得に成功した。
2017年2月23日、ビボルが元PABAライトヘビー級王者でWBA世界ライトヘビー級13位のロバート・ベリッジと対戦し、4回TKO勝ちを収め初防衛に成功した。
2017年4月14日、メリーランド州オクソンヒルのMGMナショナル・ハーバー内ザ・シアターでビボルがWBA世界ライトヘビー級13位のサミュエル・クラークソンと対戦し、4回1分40秒TKO勝ちを収め2度目の防衛に成功した。
2017年10月14日、ビボルはWBAから正規王座に認定され、WBA世界ライトヘビー級正規王者となった。
2017年11月4日、モンテカルロのカジノ・ド・モンテカルロ内サル・メディシンでビボルがWBA世界ライトヘビー級10位のトレント・ブロードハーストと対戦し、初回3分0秒KO勝ちを収め3度目の防衛に成功した。
2017年11月11日、カリフォルニア州フレズノののセーブ・マート・センターでベテルビエフがIBF世界ライトヘビー級3位のエンリコ・コーリングとIBF世界ライトヘビー級王座決定戦を行い、12回2分33秒KO勝ちを収め王座を獲得した。
2018年3月3日、ニューヨークのフールー・シアターでビボルがWBA世界ライトヘビー級1位のサリバン・バレラと対戦し、12回1分41秒TKO勝ちを収め4度目の防衛に成功した。
2018年8月4日、アトランティックシティのエテズス・アリーナでビボルがアイザック・チレンバと対戦し、12回3-0（120-108×2、116-112）の判定勝ちを収め5度目の防衛に成功した。
2018年10月6日、シカゴのウィンサルト・アリーナでべデルビエフがIBF世界ライトヘビー級7位のカラム・ジョンソンと対戦し、4回TKO勝ちを収め初防衛に成功した。
2018年11月24日、アトランティックシティのエテズス・アリーナでビボルがWBA世界ライトヘビー級9位のジャン・パスカルと対戦し、12回3-0（119-109×2、117-111）の判定勝ちを収め6度目の防衛に成功した。
2019年3月9日、ニューヨーク州ヴェローナのターニング・ストーン・リゾート・アンド・カジノでビボルがWBA世界ライトヘビー級8位のジョー・スミス・ジュニアと対戦し、12回3-0（119-109×2、118-110）の判定勝ちを収め7度目の防衛に成功した。
2019年5月4日、カリフォルニア州ストックトンのストックトン・アリーナでべデルビエフがIBF世界ライトヘビー級13位のラディボェ・カライジッチと対戦し、5回13秒TKO勝利し、2度目の防衛に成功した。
2019年10月12日、シカゴのウィントラスト・アリーナでビボルがWBA世界ライトヘビー級15位のレニン・カスティージョと対戦し、12回3-0（120-107、119-108×2）の判定勝ちを収め8度目の防衛に成功した。
2019年10月18日、フィラデルフィアのリアコウラス・センターでべデルビエフがWBC世界ライトヘビー級王者オレクサンドル・グウォジクと王座統一戦を行い、10回2分49秒TKO勝ちを収め、IBF王座は3度目の防衛に成功、同時にWBC王座を獲得し2団体統一に成功した。
2021年3月20日、モスクワのメガスポーツ・アリーナでべデルビエフがIBF世界ライトヘビー級5位のアダム・デインズと対戦し、10回1分34秒TKO勝ちを収め、IBF王座は4度目、WBC王座は初防衛に成功した。
2021年5月1日、イギリスのマンチェスター・アリーナでビボルがWBA世界ライトヘビー級5位クレイグ・リチャーズと対戦し、12回3-0（118–110、115–113、115–114）の判定勝ちを収め9度目の防衛に成功した。
2021年12月11日、エカテリンブルグでビボルがWBA世界ライトヘビー級10位ウマル・サラモフと対戦し、12回3-0（2者が118-110、119-109）の判定勝ちを収め10度目の防衛に成功した。
2021年12月17日、ベル・センターでべデルビエフが元WBA世界ライトヘビー級暫定王者でWBC世界ライトヘビー級1位の指名挑戦者マーカス・ブラウンと対戦し、9回46秒KO勝ちを収め、WBC王座は2度目、IBF王座は5度目の防衛に成功した。
2022年5月7日、ラスベガスのT-モバイル・アリーナでビボルがWBAスーパー・WBC・IBF・WBO世界スーパーミドル級統一王者サウル・アルバレスと対戦し、12回3-0（3者共に115-113）の判定勝ちを収め11度目の防衛に成功した。
2022年6月18日、ニューヨークのフールー・シアターでべデルビエフがWBO世界ライトヘビー級王者となったジョー・スミス・ジュニアと3団体王座統一戦を行い、3度のダウンを奪い2回2分19秒TKO勝ちを収め、WBC王座は3度目、IBF王座は6度目の防衛に成功し、同時にWBO王座を獲得し3団体統一に成功した。
2022年11月5日、アブダビ・ヤス島のエティハド・アリーナでビボルがWBA世界ライトヘビー級1位で元WBO世界スーパーミドル級王者ヒルベルト・ラミレスと対戦し、12回3-0（118-110、117-111×2）の判定勝ちを収め12度目の防衛に成功した。
2023年1月28日、ロンドンのウェンブリー・アリーナでべデルビエフがWBO世界ライトヘビー級1位の指名挑戦者アンソニー・ヤードと対戦し、8回2分1秒TKO勝ちを収め、WBC王座は4度目、IBF王座は7度目、WBO王座の初防衛に成功した。
2023年4月19日、ビボルがスポーティングニュースのインタビューに応じ、2022年にロシアによるウクライナへの軍事侵攻を受け、WBCがロシア国内でのWBCの活動を認めない、またロシアとベラルーシ選手の試合出場を認めない決定を下したことで、べデルビエフとの4団体王座統一戦に立ち塞がる政治的障壁について「もしWBCタイトルを賭けてベテルビエフと（4団体統一王座戦で）戦うチャンスがあれば、もちろん私のチームは許可を得るためにあらゆる努力を惜しまないよ。ライトヘビー級で最高のボクサーになることが私の目標だから。その大きな夢をまさに実現できるチャンスになる」と率直に語った。
2023年12月23日、サウジアラビア・リヤドのキングダム・アリーナでWBAライトヘビー級8位でIBO世界ライトヘビー級王者のリンドン・アーサーと対戦し、12回3-0（120-107×3）の判定勝ちを収め13度目の防衛に成功しIBO王座を獲得した。ビボルは試合後のインタビューで「ベテルビエフかスミスだ。問題ない。私は勝者と対戦したい」とアピールした。
2024年1月13日、ケベック・シティーのビデオトロン・センターでべデルビエフがWBC世界ライトヘビー級1位の元WBA世界スーパーミドル級スーパー王者カラム・スミスと対戦し、7回2分TKO勝ちを収め、WBC王座は5度目、IBF王座は8度目、WBO王座は2度目の防衛に成功したトップランクのボブ・アラムCEOは「マイフレンド（エディー・ハーン）と協議してラマダン明け（イスラム教の断食月）あたりに決めたい」と待望されるベテルビエフとビボルの世界ライトヘビー級4団体統一戦を成立させたい意向を明かした。
2024年1月27日、WBC会長のマウリシオ・スレイマンがSky Sportsの取材に応じ、べデルビエフとビボルのの統一戦について「試合に関する認証要求はまだ受け取っていない。受け取る前から話を進めるのは憶測が先行しすぎる。すでに一部メディアが報じているので、プロモーターに連絡を取る予定だ。ファンやメディアはアンディスピューテッド王者を望んでおり、それは正しいことだ。最高の選手が誰かを見極めたいだけの話だ。ボクシングには4つの主な組織が存在し、それぞれ異なる構造がある。プロモーターや放送網などの障壁などが、時として統一王者がベルトを1つ、2つと失う原因になる。だが、類稀な業績を成し遂げた偉大なチャンピオンには、より大きなスケールや異なる視点から評価されるべきだということに関しては賛成の立場だ。偉大な業績を実現するには多くの年月が必要なものだから。だが、実際のところは状況を見守るしかない」と述べ、正式な進展はほとんどないと語った。
2024年2月3日、サウジアラビアのGEA（ゼネラル・エンターテインメント・オーソリティ）のチェアマンであるツルキ・アルアルシクが、2024年6月1日にべデルビエフとビボルによる世界ライトヘビー級4団体王座統一戦が行われることを発表した。
2024年4月15日、ロンドンでベテルビエフとビボルが記者会見を行った。会見の中でベテルビエフは「私はベルトを集めている。もう一つのベルトが必要だ」と4団体統一を宣言した。一方のビボルは「私はプロボクサーになったときから比類なきチャンピオンがゴールだった。私はまだ目標を達成していない。カネロに勝ったときでさえそうだ。この試合に巡り会えて幸せだ」と語った。
しかし、2024年5月3日、ベテルビエフがトレーニング中に半月板を断裂した為欠場を発表しベテルビエフとビボルの試合は年末頃に延期すると発表した。

### 5対5の対抗戦決定後の概要から試合まで
2024年3月24日、リヤド・シーズンのツルキ・アルアルシクがマッチルーム・スポーツとクィーンズ・ベリー・プロモーションズによる5対5の対抗戦を行うことを発表した。
2024年4月15日の上記での会見でマッチルーム・スポーツとクィーンズ・ベリー・プロモーションズによる5対5の対抗戦のカードが発表され、この会見でマッチルーム・スポーツ・USAと契約を発表した元WBC世界ヘビー級王者デオンテイ・ワイルダーと元WBO世界ヘビー級暫定王者張志磊によるヘビー級12回戦、IBF世界ヘビー級1位フィリップ・フルゴビッチと元WBA世界ヘビー級王者ダニエル・デュボアによるIBF世界ヘビー級挑戦者決定戦、WBA世界フェザー級王者レイモンド・フォードとニック・ボールによるタイトルマッチ、ハムザ・シェラーズとオースティン・ウィリアムスによるWBC世界ミドル級シルバー王座決定戦及びWBC世界ミドル級挑戦者決定戦、クレイグ・リチャーズとウィリー・ハッチンソンによるWBC世界ライトヘビー級シルバー王座決定戦が組まれた。
2024年5月4日、ビボルはベテルビエフの代役として代わりにIBF世界ライトヘビー級2位でIBO世界ライトヘビー級12位のマリク・ジナードと対戦する事になり、試合順もビボル対ジナードをセミファイナルに降格、セミファイナルの予定だったワイルダー対張をメインイベントに昇格させたと発表した。
2024年5月30日、最終会見が行われこの場で副将戦として行われるフルゴビッチ対デュボアのIBF世界ヘビー級挑戦者決定戦がオレクサンドル・ウシクとタイソン・フューリーの間で再戦条項が行使された事に伴い、試合2日前にIBFが挑戦者決定戦から暫定王座決定戦に急遽承認した事を発表した。
2024年5月31日、前日計量が行われると同時に一部試合順の変更が発表され、セミファイナルの予定だったビボル対ジナードをセミファイナル前へ、セミファイナル前だったフルゴビッチ対デュボアをセミファイナルに入れ替え、本来中堅戦の予定だったフォード対ボールを次鋒戦へ、本来次鋒戦の予定だったシェラーズ対ウィリアムスを中堅戦に変更した。
2024年6月1日、キングダム・アリーナで行われたクィーンズ・ベリー対マッチルーム対抗戦に於いて、クィーンズ・ベリーが5勝、マッチルームが0勝とクィーンズ・ベリーの完勝で終わった。

## 対戦カード
^Note 1 大将戦:ヘビー級12回戦
^Note 2 副将戦:IBF世界ヘビー級暫定王座決定戦
^Note 3 WBA・IBO世界ライトヘビー級タイトルマッチ
^Note 4 中堅戦:WBC世界ミドル級シルバー王座決定戦・WBC世界ミドル級挑戦者決定戦
^Note 5 次鋒戦:WBA世界フェザー級タイトルマッチ
^Note 6 先鋒戦:WBC世界ライトヘビー級シルバー王座決定戦

## 試合の詳細

### 対抗戦のルール
キャプテン
- マッチルーム・スポーツ：デオンテイ・ワイルダー
- クィーンズ・ベリー・プロモーションズ：ハムザ・シェラーズ

ポイント
- 判定勝利が1ポイント獲得
- KO、TKO勝利が2ポイント獲得
- キャプテンの試合の勝者は2ポイント獲得